# Paraplotes taiwana
Paraplotes taiwana es una especie de insecto coleóptero de la familia Chrysomelidae.

## Distribución geográfica
Habita en Taiwán.